# Pica alpina
La pica alpina (Ochotona alpina) és una espècie de pica de la família dels ocotònids que viu a Mongòlia, el Kazakhstan i Rússia, entre les muntanyes al nord del desert de Gobi a l'est i el sud del llac Baikal a l'oest.
Té una longitud d'entre 12,2 i 23,5 cm i un pes d'entre 226 i 360 grams, cosa que la fa una de les espècies més grosses de piques. Els exemplars procedents de la Xina són en general una mica més petits que els que venen del nord de la seva zona de distribució. A l'estiu tenen el pèl del llom de color marró fosc, els costats marrons vermellosos i el costat ventral de marró clar a groc blanquinós. A l'hivern adopta un gris marronós pàl·lid, amb taques grogues al cap i la part posterior.
Viu en grups familiars amb una densitat de 10 a 12 individus per hectàrea.
Se'n reconeixen diverses subespècies, però l'assignació taxonòmica a aquesta espècie o d'altres és discutida.